# Raut Bosi
Raut Bosi is een bestuurslaag in het regentschap Toba Samosir van de provincie Noord-Sumatra, Indonesië. Raut Bosi telt 552 inwoners (volkstelling 2010).